# Kasteel van Balleroy
Het Kasteel van Balleroy (Frans: Château de Balleroy) is een kasteel te Balleroy in de Franse gemeente Balleroy-sur-Drôme. Het kasteel is een beschermd historisch monument sinds 1951.